# Agapetes pachyacme
Agapetes pachyacme är en ljungväxtart som beskrevs av Airy Shaw. Agapetes pachyacme ingår i släktet Agapetes och familjen ljungväxter. Inga underarter finns listade i Catalogue of Life.